# Кућа мудрости
Кућа мудрости (арап. بيت الحكمة; Bayt al-Ḥikma) била је велики интелектуални центар током исламског златног доба. Кућу мудрости је основао халифа Харун ел Рашид (владао 786-809), а свој врхунац је достигла под влашћу његовог сина Ел Мамуна (владао 813-833), који је заслужан за њено формално успостављање. Ел Мамун је такође заслужан за довођење многих познатих учењака да би размењивали информације, идеје и културу у Кући мудрости. Њено седиште било је у Багдаду од 9. до 13. века, а поред муслиманских учењака, чак и Јеврејима и хришћанима је било дозвољено да уче овде. Поред превођења књига на арапски и њиховог очувања, учењаци из Куће мудрости су допринели и значајним оригиналним делима у различитим областима.
Током владавине Ел Мамуна, изграђене су и астрономске опсерваторије, те је Кућа мудрости постала престижни центар за проучавање природних и друштвених наука у средњем веку, укључујући математику, астрономију, медицину, алхемију и хемију, зоологију, географију и картографију. Ослањајући се првенствено на грчке, али и сиријачке, индијске и персијске текстове, учењаци су прикупили изванредну колекцију светског знања, и изградили на њој своја открића. До средине деветог века, Кућа мудрости је имала највећу збирку књига на свету.
Потпуно је уништена током монголске инвазије Багдада 1258. године.

## Оснивање
Од 4. до 7. века, научна дела на грчком и сиријачком језику била су или недавно створена, или преношена знања из хеленистичког периода. Центри за проучавање и пренос класичне мудрости налазили су се у оквиру школе у Нисибису, касније познате под именом школа у Едеси, као и познате болнице и медицинске академије у Џундишапуру; библиотеке су укључивале Александријску библиотеку и Царску библиотеку у Константинопољу; а други преводилачки центри били су у Мерву, Солуну и Нишапуру, као и у Ктесифону који се налази јужно од онога што је касније постало Багдад.
Током омајадске династије коју је основао халифа Муавија I, за време владавине халифе Ел Мамуна, отпочиње се са прикупљањем књига у Дамаску. Он је тада и формирао библиотеку која је названа „бејт ел хикма”, Кућа мудрости. Прикупљене су бројне књиге писане на грчком, латинском и персијском у областима медицине, алхемије, физике, математике, астрологије и других дисциплина, а затим су их муслимански учењаци превели на арапски. Изненађујуће, Омајади су у исто време усвојили кинеску технику за израду хартије и удружили многе древне интелектуалне центре под своју власт, уједно ангажујући хришћанске и персијске научнике да преводе дела на арапски, као и да развију нова знања. Ова дешавања су основни елементи који су директно допринели развитку наука у арапском свету.
Од 750. године, абасидска династија заменила је омајадску на месту владајуће династије исламског царства и 762. године халифа Ел Мансур (владао 754 - 775) гради Багдад и именује га новом престоницом, уместо Дамаска. Географски положај Багдада и његово хетерогено становништво чинили су савршену локацију за стабилни комерцијални и интелектуални центар. Абасидска династија је имала јаку повезаност са персијском културом и усвојила је многе праксе из Сасанидског царства, а једна од њих је превођење страних дела, с тим да су сада текстови били превођени на арапски језик. За ту сврху, Ел Мансур је у оквиру палате основао библиотеку, по узору на сасанидску царску библиотеку, и обезбедио је економску и политичку подршку интелектуалцима који у њој раде. Он је такође позвао делегације научника из Индије и других места како би поделили своје знање из математике и астрономије са младим абасидским двором.
У Абасидском царству, многа страна дела су преведена на арапски са грчког, кинеског, санскрита, персијског и сиријачког језика. Покрет Превођења је примио велики подстрек током владавине халифе Харуна ел Рашида који је, као и његов претходник, био лично заинтересован за науке и поезију. Првенствено су текстови углавном били посвећени медицини, математици и астрономији, али су друге дисциплине, посебно филозофија, ускоро уследили. Ел Рашидова библиотека, директан претходник Куће мудрости, такође је била позната као „Бејт ел хикма” или, како је историчар Ел Кифти назива, Хизанат кутуб ел хикма (арап. خزانة كتب الحكمة, складиште књига мудрости).

## Ел Мамунова управа
Под покровитељством халифе Ел Мамуна (владао 813 - 833), економска подршка Куће мудрости и учењаштва у целини је знатно повећана. Осим тога, читаво абасидско друштво је спознало и почело да цени вредност знања, а подршка је такође дошла и од трговаца и војске. Учењацима и преводиоцима није било тешко да приуште лагодан живот и академски сталеж је био статусни симбол. Мудрост је била толико цењена, да су књиге и древни текстови понекад преферирани као ратни плен уместо других драгоцености. Чак је и Птолемејев Алмагест одабран као услов за склапање мира након рата између Абасида и Византије.
Кућа мудрости је била много више од академског центра. Њени стручњаци су обављали неколико функција у Багдаду. Учењаци из Бејт ел хикме су обично учествовали као инжењери и архитекте при великим грађевинским пројектима. Одржавали су званичне календаре и били су државни службеници. Такође су често радили и као лекари и консултанти.
Ел Мамун је лично учествовао у свакодневном животу Куће мудрости, редовно посећујући научнике и распитујући се о њиховим активностима. Он је такође подстрекивао академске расправе и учествовао у њима. Осим тога, он би често унајмљивао групе врсних интелектуалаца из Бејт ел хикме за велике истраживачке пројекте како би задовољио своје интелектуалне потребе. На пример, наручио је мапирање света, потврду података који се налазе у Алмагесту и спознавање реалне величине Земље. Такође је промовисао египтологију и лично је учествовао у археолошком ископавању пирамида у Гизи.
Као и његови претходници, Ел Мамун је слао експедиције научника из Куће мудрости да прикупе текстове из других земаља. Заправо, чак је и један од управника Куће послат у Константинопољ са тим циљем. Током овог периода, Сахл ибн Харун, персијски песник и астролог, био је главни библиотекар Бејт ел хикме. Хунајн ибн Исхак (809-873), асирски несторијански хришћански лекар и научник, био је најпродуктивнији преводилац, написавши 116 превода за Арапе. Као „преводилачког шејха”, халифа га је поставио за шефа преводилаца. Сабејац Сабит ибн Кура (826-901) такође је превео велика дела Аполонија, Архимеда, Еуклида и Птолемеја. Преводи из овог периода били су супериорнији у односу на раније, јер је нова абасидска научна традиција захтевала боље преводе, а акценат је много пута стављен на инфилтрирање нових идеја у древна дела која се преводе.
У другој половини деветог века, Ел Мамунова Кућа мудрости је постала највећи репозиторијум књига на свету и постала један од највећих чворишта интелектуалне активности у средњем веку, привлачећи најсјајније арапске и персијске умове. Кућа мудрости је коначно стекла репутацију као центар учења, иако универзитети какве знамо нису још постојали у том периоду - знање се директно преносило са учитеља на ученика, без икаквог институционалног окружења. Мектеби су убрзо почели да се развијају у граду од 9. века па надаље, а у 11. веку, Низам ел Мулк је основао багдадску Ел Низамију, једну од првих институција високог образовања у Ираку.

## Пропадање под влашћу Ел Мутавакила
Кућа мудрости је напредовала под Ел Мамуновим наследником, Ел Мутасимом (владао 833-842) и његовим сином Ел Ватиком (владао 842-847), али је знатно опао њен рад за време владавине Ел Мутавакила (владао 847-861). Иако су Ел Мамун, Ел Мутасим и Ел Ватик пратили Мутазилитску следбу која је подржавала широкоумље и научно истраживање, Ел Мутавакил је усвојио више дословно тумачење Курана и Хадиса. Халифа није био заинтересован за науку и удаљио се од рационализма, сматрајући ширење грчке филозофије за анти-исламско.

## Пљачка Монгола
Монголска опсада 1258. године започела је средином јануара и трајала је само две недеље. Дана 13. фебруара, Монголи су упали у престоницу Халифата, почевши пуну недељу пљачке и разарања. Заједно са свим другим библиотекама у Багдаду, Кућа мудрости је уништена од стране војске Хулагу-кана током опсаде Багдада. Књиге из багдадских библиотека су бачене у реку Тигар у толиким количинама, да је река постала црна од мастила. Насир ел Дин ел Туси је спасио око 400.000 рукописа које је узео у Марагу пре опсаде.
Иако се инвазија Монгола обично сматра јединим узроком наглог краха арапске науке, у другој половини 13. века Багдад је био само један од многих академских центара у Абасидском царству, тако да уништење куће мудрости није једини узрок пропадања арапског учењаштва.

## Главне активности
Кућа мудрости је била стециште научника и академика, имала је одељење за превођење и библиотеку која је садржала све врсте знања прикупљених од стране Абасида током више векова. Поред тога, у оквиру ње су биле и астрономске опсерваторије и друга велика експериментална открића. Заправо, Кућа мудрости била је много више од библиотеке, будући да је знатна количина оригиналног научног и филозофског рада произведена од стране научника и интелектуалаца у оквиру ње.

## Преводилаштво
Више од једног и по века, првенствено хришћански учењаци преводили су све научне и филозофске грчке текстове који су им били доступни. Покрет преводилаштва у Кући Мудрости је започео преводом Аристотелове Топике. У време Ел Мамуна, преводиоци су изашли изван опуса грчких астролошких текстова, а грчки радови су већ доживели своје треће преводе. Преведена су дела: Питагоре, Платона, Аристотела, Хипократа, Еуклида, Платона, Галена, Сушруте, Чараке, Аријабате и Брамагупте.
Осим тога, нова открића мотивисала су ревидирање превода и коментаре који исправљају или употпуњују рад античких аутора. У многим случајевима имена и терминологије су промењене; главни пример за то је наслов Птолемејевог Алмагеста, који је у арапској модификацији оригиналног дела назван: Мегале синтакса.